# 温志芬
温志芬（1970年9月—），男，汉族，广东人，中华人民共和国政治人物。现任中华全国工商业联合会副主席，温氏食品集团股份有限公司董事长。